# Central Division (NBA)
Central Division – jedna z dywizji znajdujących się w konferencji wschodniej w NBA. Obecnymi zespołami są: Chicago Bulls, Cleveland Cavaliers, Detroit Pistons, Indiana Pacers, Milwaukee Bucks.

## Mistrzowie dywizji
- 1950: Minneapolis Lakers
- 1971: Baltimore Bullets
- 1972: Baltimore Bullets
- 1973: Baltimore Bullets
- 1974: Capital Bullets
- 1975: Washington Bullets
- 1976: Cleveland Cavaliers
- 1977: Houston Rockets
- 1978: San Antonio Spurs
- 1979: San Antonio Spurs
- 1980: Atlanta Hawks
- 1981: Milwaukee Bucks
- 1982: Milwaukee Bucks
- 1983: Milwaukee Bucks
- 1984: Milwaukee Bucks
- 1985: Milwaukee Bucks
- 1986: Milwaukee Bucks
- 1987: Atlanta Hawks
- 1988: Detroit Pistons
- 1989: Detroit Pistons
- 1990: Detroit Pistons
- 1991: Chicago Bulls
- 1992: Chicago Bulls
- 1993: Chicago Bulls
- 1994: Atlanta Hawks
- 1995: Indiana Pacers
- 1996: Chicago Bulls
- 1997: Chicago Bulls
- 1998: Chicago Bulls
- 1999: Indiana Pacers
- 2000: Indiana Pacers
- 2001: Milwaukee Bucks
- 2002: Detroit Pistons
- 2003: Detroit Pistons
- 2004: Indiana Pacers
- 2005: Detroit Pistons
- 2006: Detroit Pistons
- 2007: Detroit Pistons
- 2008: Detroit Pistons
- 2009: Cleveland Cavaliers
- 2010: Cleveland Cavaliers
- 2011: Chicago Bulls
- 2012: Chicago Bulls
- 2013: Indiana Pacers
- 2014: Indiana Pacers
- 2015: Cleveland Cavaliers
- 2016: Cleveland Cavaliers
- 2017: Cleveland Cavaliers
- 2018: Cleveland Cavaliers
- 2019: Milwaukee Bucks
- 2020: Milwaukee Bucks
- 2021: Milwaukee Bucks
- 2022: Milwaukee Bucks
- 2023: Milwaukee Bucks
- 2024: Milwaukee Bucks

## Zwycięzcy
- 13 – Milwaukee Bucks
- 9 – Detroit Pistons
- 8 – Chicago Bulls
- 7 – Cleveland Cavaliers
- 6 – Indiana Pacers
- 5 – Washington Bullets
- 3 – Atlanta Hawks
- 2 – San Antonio Spurs
- 1 – Houston Rockets
- 1 – Minneapolis Lakers